# Bolków
Bolków (německy Hain, od konce 14. století Bolkenhain) je od roku 1945 polské město v okrese Jawor v Dolnoslezském vojvodství. Ke konci roku 2018 zde žilo 5 001 obyvatel, což oproti roku 2011 představuje pokles o více než 500 osob. Je sídlem městsko-vesnické gminy Bolków. Hlavní pamětihodností města je stejnojmenný hrad. Celé historické centrum města, včetně katolického a evangelického kostela, městských hradeb, radnice, hradu, hřbitova a řady městských domů jsou zapsány jako kulturní památky na seznamu polského Národního památkového ústavu (Narodowy Institut Dziedzictwa).

## Galerie

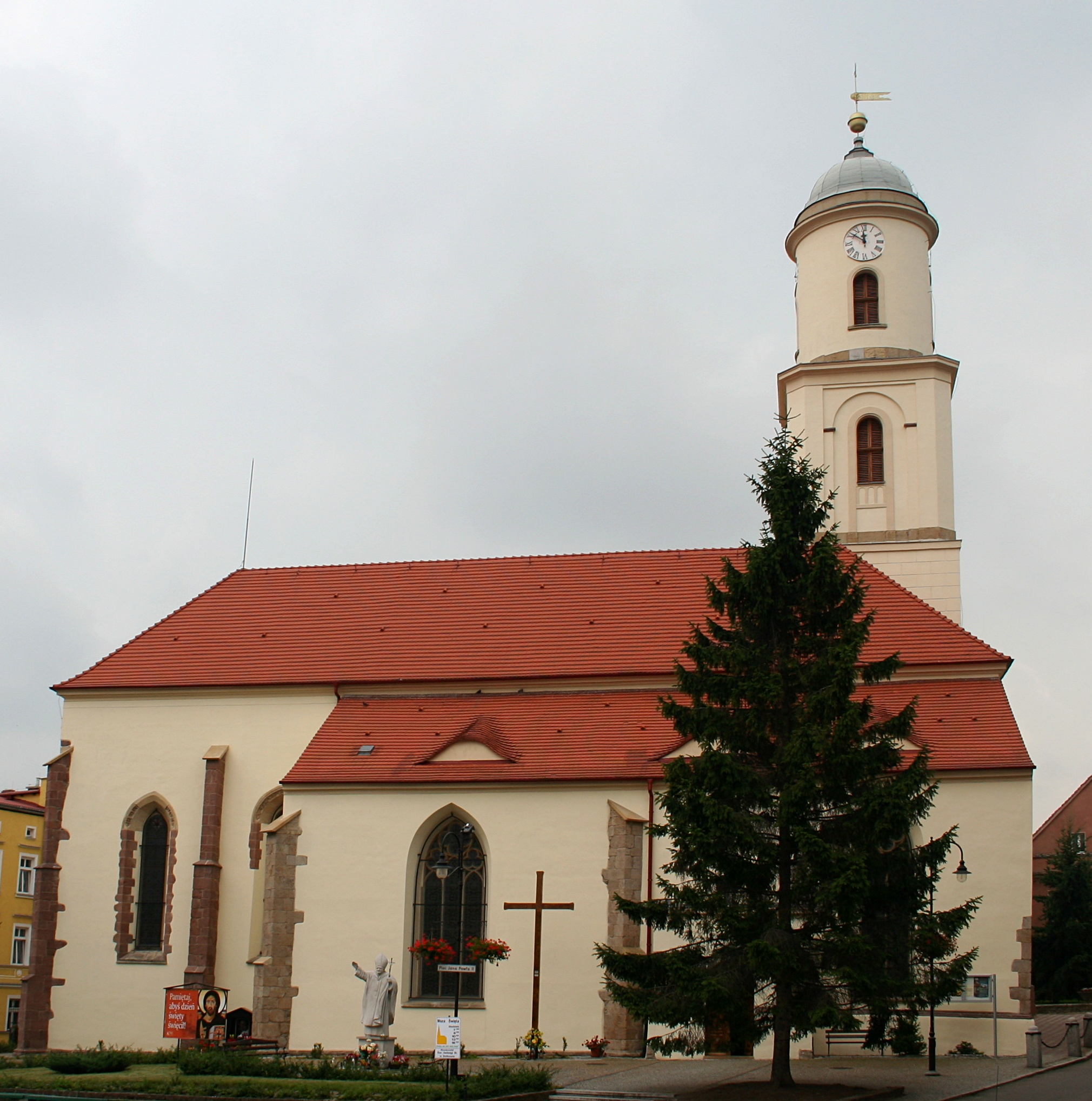
Kostel sv. Jadwigy
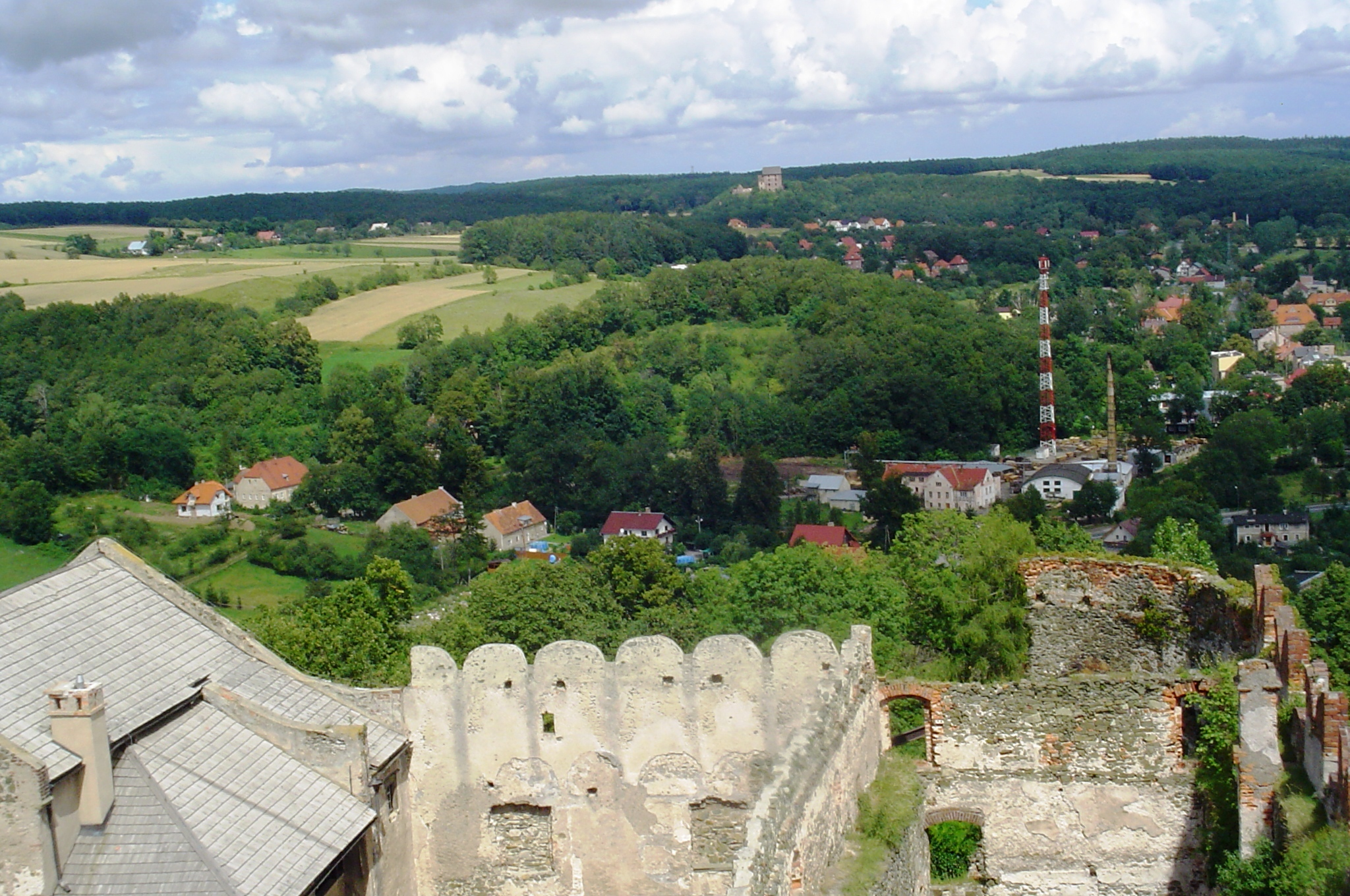
Pohled z Bolkówa ke hradu Świny
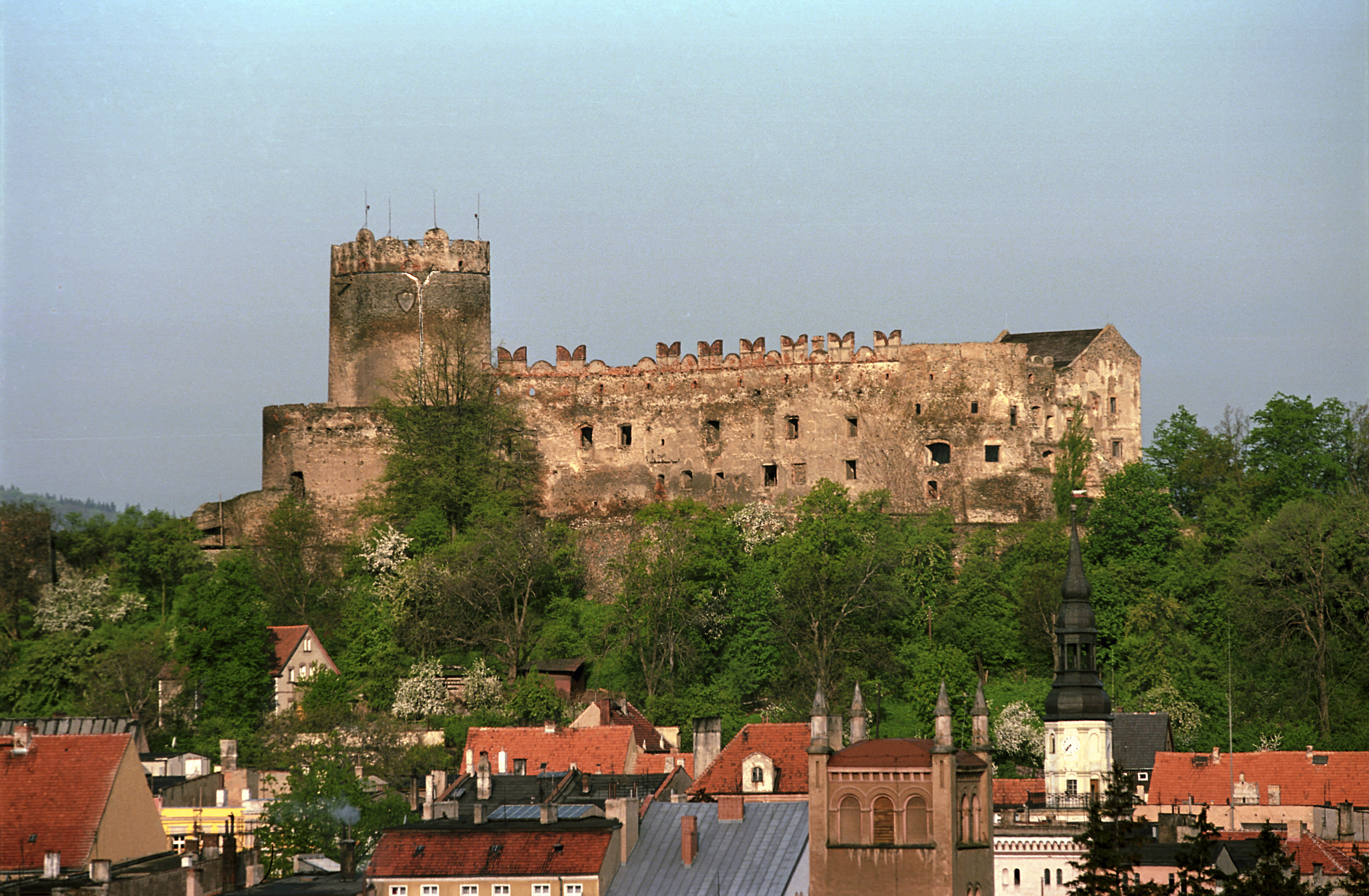
Hrad Bolków
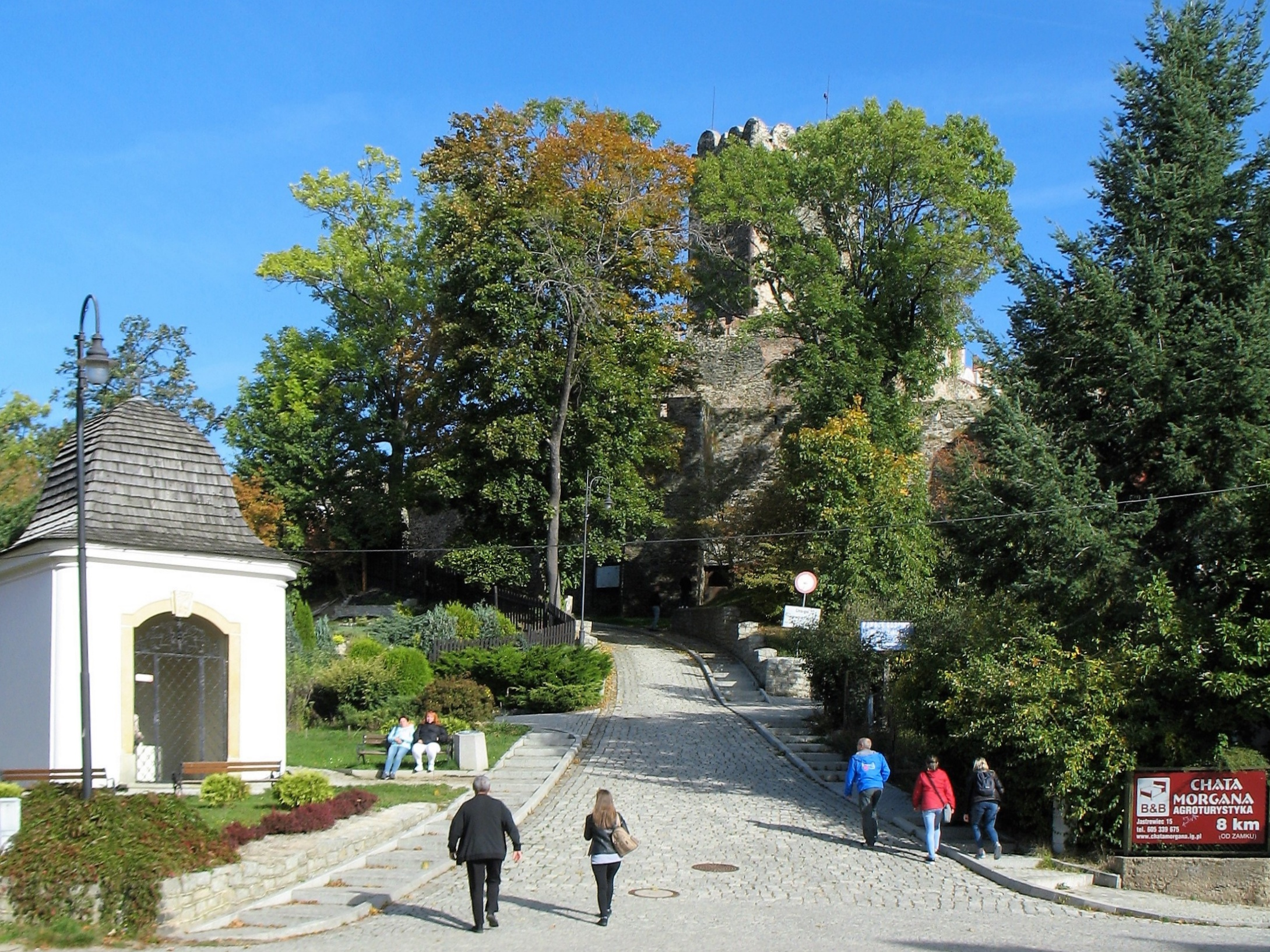
Cesta ke hradu
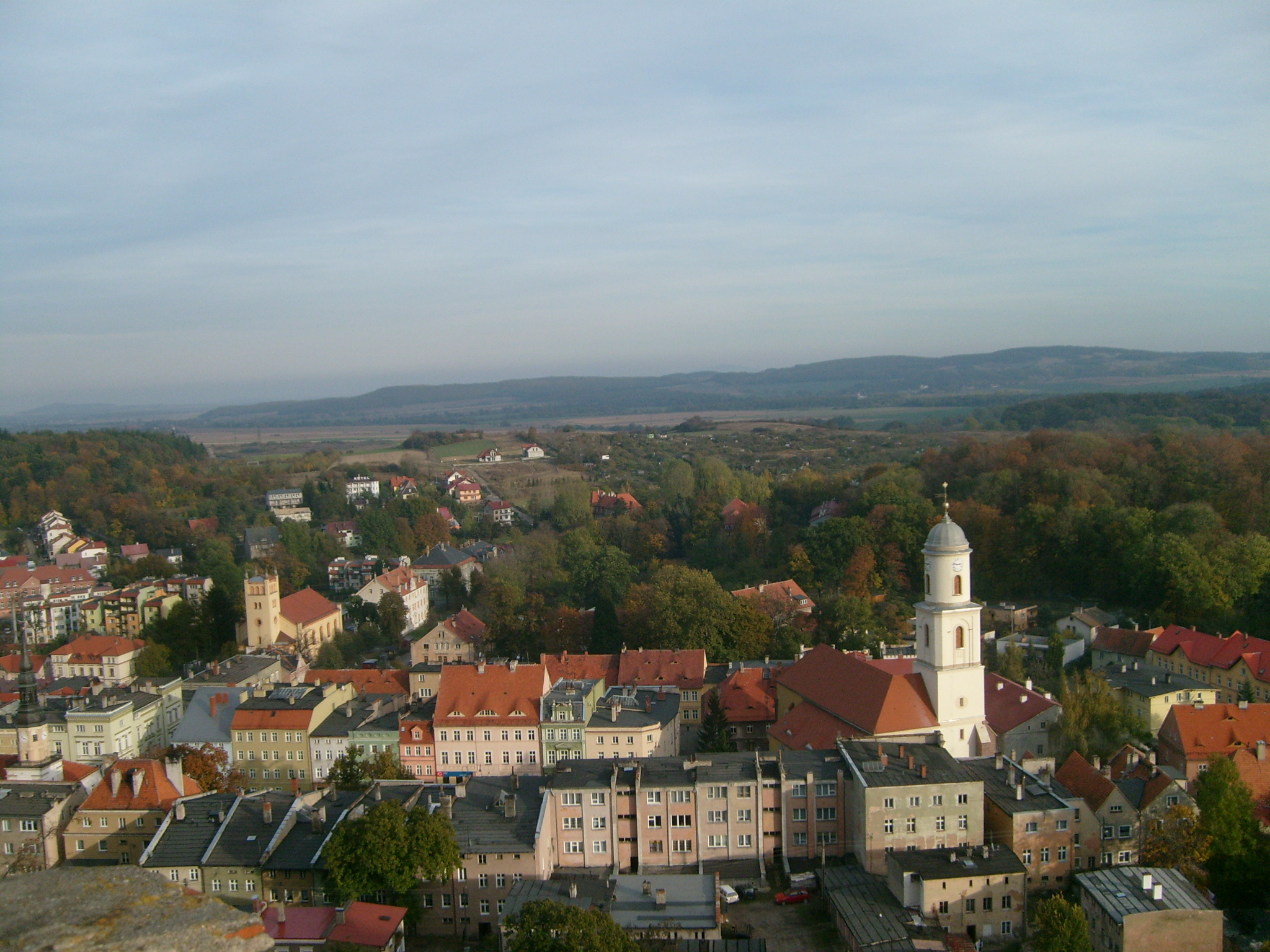
Historické jádro města

## Partnerská města
- Doksy, Česko
- Borken, Německo
- Bad Muskau, Německo